# Escoussans
Escoussans est une commune du Sud-Ouest de la France, située dans le département de la Gironde, en région Nouvelle-Aquitaine.

## Géographie

### Localisation

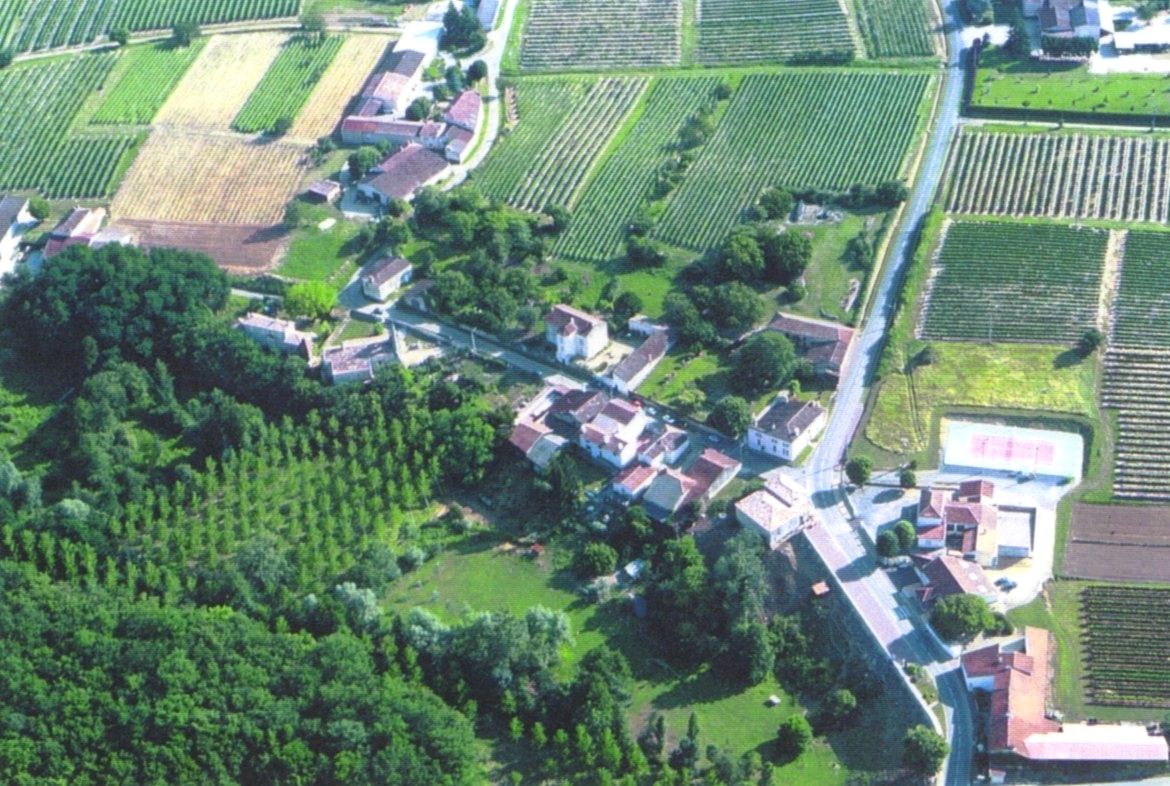
Vue aérienne du bourg d'Escoussans (photo de Jean Carrier).

Vignes, bois, vallons et ruisseau composent les paysages de cette localité typique de l'Entre-deux-Mers. Escoussans se trouve sur un plateau incliné d'ouest en est, avec un faible dénivelé estimé à 73 m, ce qui crée des paysages vallonnés favorables à l'exposition des vignobles.

La côte d'altitude la plus significative est au nord-est, au lieu-dit Pasquet qui culmine à 96 m. Le point le plus bas est situé au moulin de Laubès à 23 m d'altitude, en fond de vallée.

Le bourg se trouve, quant à lui, à une altitude de 45 m.
La commune est située à 36 km au sud-est de Bordeaux, chef-lieu du département, à 20 km au nord de Langon, chef-lieu d'arrondissement et à 7 km au sud de Targon, ancien chef-lieu de canton.

### Communes limitrophes
Les communes limitrophes sont Ladaux au nord-nord-est sur à peine 50 mètres, Porte-de-Benauge à l'est, Omet au sud également sur à peine 50 mètres, Laroque au sud-sud-ouest sur moins de 500 mètres, Rions au sud-ouest et Soulignac à l'ouest.
|                |            | Ladaux           |
| Soulignac      | Escoussans | Porte-de-Benauge |
| Rions, Laroque | Omet       |                  |

### Climat
Pour des articles plus généraux, voir Climat de la Nouvelle-Aquitaine et Climat de la Gironde.
Historiquement, la commune est exposée à un climat océanique aquitain.  
En 2020, Météo-France publie une typologie des climats de la France métropolitaine dans laquelle la commune est exposée à un climat océanique et est dans la région climatique  Aquitaine, Gascogne, caractérisée par une pluviométrie abondante au printemps, modérée en automne, un faible ensoleillement au printemps, un été chaud (19,5 °C), des vents faibles, des brouillards fréquents en automne et en hiver et des orages fréquents en été (15 à 20 jours).
Pour la période 1971-2000, la température annuelle moyenne est de 12,6 °C, avec une amplitude thermique annuelle de 14,8 °C. Le cumul annuel moyen de précipitations est de 848 mm, avec 12,1 jours de précipitations en janvier et 6,6 jours en juillet. Pour la période 1991-2020, la température moyenne annuelle observée sur la station météorologique la plus proche, située sur la commune de Saint-Sulpice-de-Pommiers à 12 km à vol d'oiseau, est de 13,8 °C et le cumul annuel moyen de précipitations est de 764,8 mm,. Pour l'avenir, les paramètres climatiques de la commune estimés pour 2050 selon différents scénarios d’émission de gaz à effet de serre sont consultables sur un site dédié publié par Météo-France en novembre 2022.

## Urbanisme

### Typologie
Au 1er janvier 2024, Escoussans est catégorisée commune rurale à habitat dispersé, selon la nouvelle grille communale de densité à sept niveaux définie par l'Insee en 2022.
Elle est située hors unité urbaine. Par ailleurs la commune fait partie de l'aire d'attraction de Bordeaux, dont elle est une commune de la couronne,. Cette aire, qui regroupe 275 communes, est catégorisée dans les aires de 700 000 habitants ou plus (hors Paris),.

### Occupation des sols

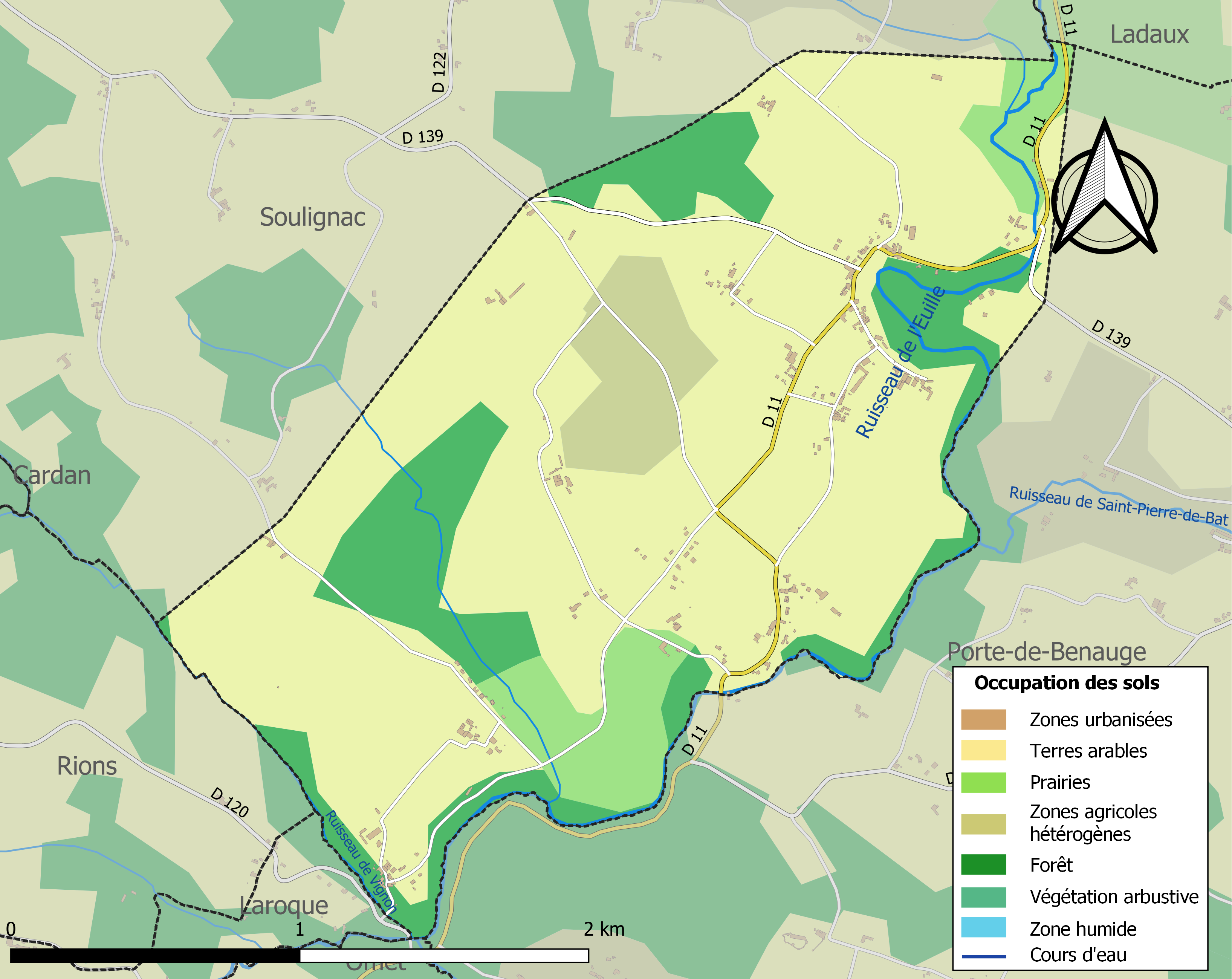
Carte des infrastructures et de l'occupation des sols de la commune en 2018 (CLC).

L'occupation des sols de la commune, telle qu'elle ressort de la base de données européenne d’occupation biophysique des sols Corine Land Cover (CLC), est marquée par l'importance des territoires agricoles (82,7 % en 2018), une proportion sensiblement équivalente à celle de 1990 (83 %). La répartition détaillée en 2018 est la suivante : 
cultures permanentes (70,5 %), forêts (17,3 %), prairies (7,1 %), zones agricoles hétérogènes (5,1 %). L'évolution de l’occupation des sols de la commune et de ses infrastructures peut être observée sur les différentes représentations cartographiques du territoire : la carte de Cassini (XVIIIe siècle), la carte d'état-major (1820-1866) et les cartes ou photos aériennes de l'IGN pour la période actuelle (1950 à aujourd'hui).

### Voies de communication et transports
Les principales voies de communication routière traversant le village sont :
- la route départementale D 11 qui mène au nord à Targon (en passant par Ladaux) et au sud-ouest à Cadillac-sur-Garonne (en passant par Arbis, Omet et Laroque),
- la route départementale D 139 qui mène à l'ouest vers Villenave-de-Rions (en passant par Soulignac) et à l'est à Arbis.

L'accès à l'autoroute A62 (Bordeaux-Toulouse) le plus proche est l'échangeur no 2 de Podensac qui se situe à 13 km vers le sud-ouest.

L'accès no 1 de Bazas à l'autoroute A65 (Langon-Pau) se situe à 34 km vers le sud.

L'accès le plus proche à l'autoroute A89 (Bordeaux-Lyon) est celui de l'échangeur autoroutier avec la route nationale 89, accès no 9, qui se situe à 27 km vers le nord.
La gare SNCF la plus proche est celle, distante de 9,5 km par la route vers le sud-ouest, de Cérons sur la ligne Bordeaux-Sète du TER Nouvelle-Aquitaine. Sur la même ligne mais offrant plus d'opportunités de liaisons, la gare de Langon se situe à 20 km par la route vers le sud.

### Risques majeurs
Le territoire de la commune d'Escoussans est vulnérable à différents aléas naturels : météorologiques (tempête, orage, neige, grand froid, canicule ou sécheresse), inondations, mouvements de terrains et séisme (sismicité très faible). Un site publié par le BRGM permet d'évaluer simplement et rapidement les risques d'un bien localisé soit par son adresse soit par le numéro de sa parcelle.
La commune a été reconnue en état de catastrophe naturelle au titre des dommages causés par les inondations et coulées de boue survenues en 1982, 1983, 1986, 1999, 2009 et 2020,.
Les mouvements de terrains susceptibles de se produire sur la commune sont des affaissements et effondrements liés aux cavités souterraines (hors mines). Par ailleurs, afin de mieux appréhender le risque d’affaissement de terrain, l'inventaire national des cavités souterraines permet de localiser celles situées sur la commune.

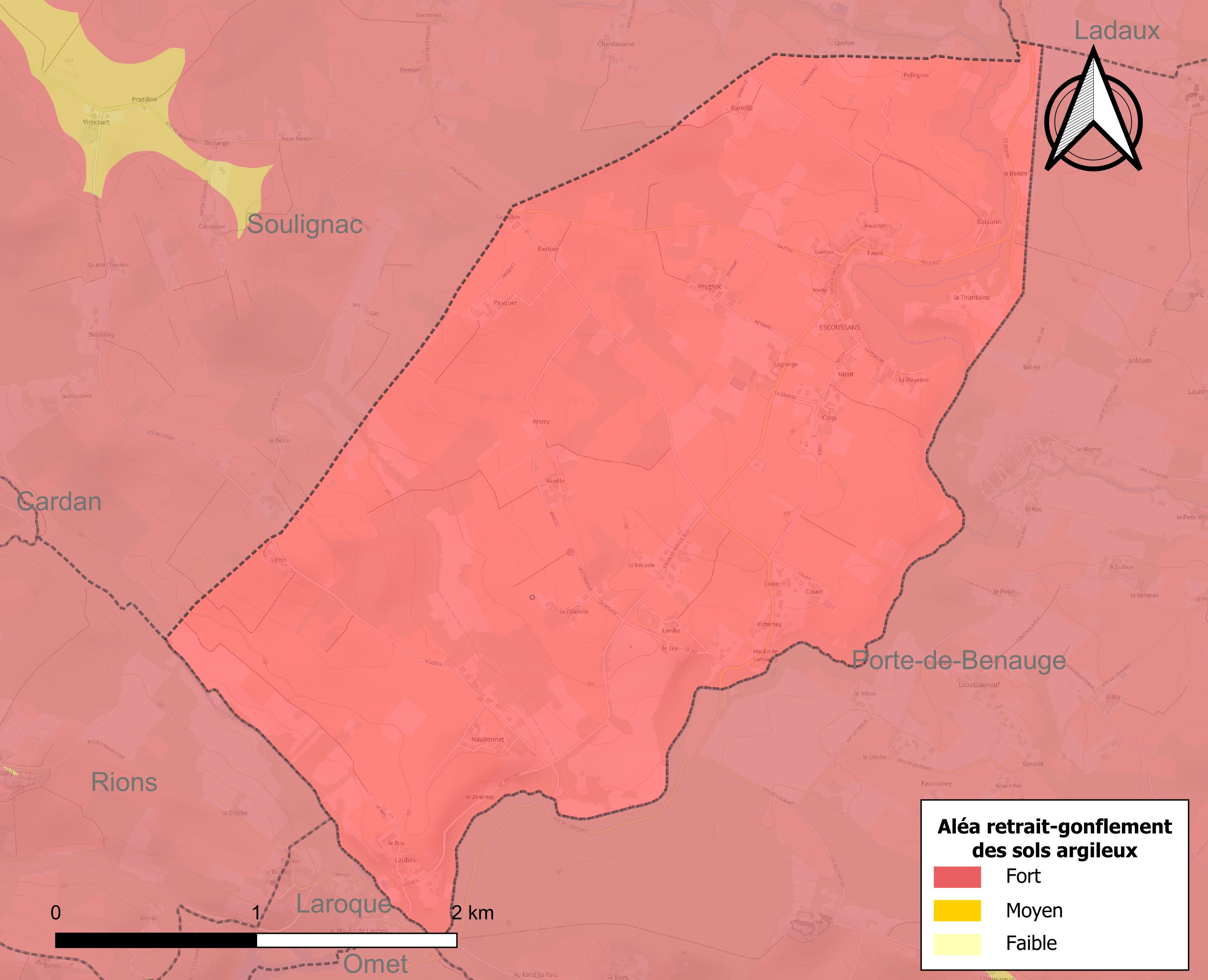
Carte des zones d'aléa retrait-gonflement des sols argileux d'Escoussans.

Le retrait-gonflement des sols argileux est susceptible d'engendrer des dommages importants aux bâtiments en cas d’alternance de périodes de sécheresse et de pluie. La totalité de la commune est en aléa moyen ou fort (67,4 % au niveau départemental et 48,5 % au niveau national). Sur les 129 bâtiments dénombrés sur la commune en 2019, 129 sont en aléa moyen ou fort, soit 100 %, à comparer aux 84 % au niveau départemental et 54 % au niveau national. Une cartographie de l'exposition du territoire national au retrait gonflement des sols argileux est disponible sur le site du BRGM,.
Par ailleurs, afin de mieux appréhender le risque d’affaissement de terrain, l'inventaire national des cavités souterraines permet de localiser celles situées sur la commune.
Concernant les mouvements de terrains, la commune a été reconnue en état de catastrophe naturelle au titre des dommages causés par la sécheresse en 2005 et par des mouvements de terrain en 1999.

## Toponymie
En ce qui concerne les origines du nom de la commune, plusieurs hypothèses ont été avancées :
- le nom d'un homme, Scottius (ou Scotius), associé au suffixe latin -anu(m), signale une fondation gallo-romaine attestée par l'archéologie ;
- durant l'occupation des Wisigoths en Aquitaine, en 418, le nom d'un homme, Scuzzeo, suivi du suffixe germanique -ing, serait devenu Escoussans[22] ;
- il proviendrait du patronyme des seigneurs du lieu, en l'occurrence de Bernard d'Escoussans[23], aussi appelé Bernard Seguin d'Escoussans. Cette hypothèse est peu probable, car les Escoussans se nomment en réalité les Seguin[24]. Ils ont ajouté Escoussans à leur nom de famille (ce qui donne les Seguin d'Escoussans), à la suite de leur installation comme seigneurs dans la paroisse d'Escoussans. Dans la branche des Seguin, on retrouve également un seigneur dénommé Auger Seguin de Rions (Rions vient du nom d'un village qui touche celui d'Escoussans) ;
- dans le Sud-Ouest de la France, les noms de lieux ont parfois une base hydronymique : Escout (Escot) est un village des Pyrénées-Atlantiques situé sur un cours d'eau, l'Escou. Une escorra est un ruisseau, un fossé, une rigole ou un canal ; c'est ce terme qui est à la base des toponymes Escource (Landes) et Escoursolles, quartier de Pissos (Landes). Dans le Languedoc, escourrou est un nom topographique désignant un courant, une rigole, une conduite d'eau[25]. Escoussans se situe au bord d'un ruisseau, l'Œuille (il peut s'agir d'une simple coïncidence).

Concernant ces hypothèses, les étymologies se sont peut-être superposées au fil du temps, ce qui est fréquent en toponymie.
En gascon, le nom de la commune est Escossan.

## Histoire
Des traces de vie apparaissent sur la commune d'Escoussans dès le Néolithique, comme l'atteste la découverte d'une hache polie sur le site de la Pereyre.

D'autres signes de présence humaine ont été observés, notamment pendant l'époque gallo-romaine, sur les sites de Pasquet, de Liron (vestiges d'habitations) et de Balaurin (découverte en 1957 d'un trésor monétaire constitué de 26 pièces d'antoniniens).

Des sondages réalisés à l'extérieur de l'église Saint-Seurin semblent témoigner d'une occupation de la commune à l'époque mérovingienne.

On estime que cette paroisse serait apparue autour du VIe siècle, et qu'elle couvrait un territoire plus important qu'aujourd'hui.
C'est à partir du XIe siècle qu'Escoussans apparait dans des sources écrites. On retrouve le nom du lieu dans le cartulaire de La Sauve-Majeure (entre 1095 et 1208) sous différentes formes :
- Escozan, Scozan, Eschozan, Esquozan, Escocan, Excuchan, Escossan, Scossan (occitan) ;
- Scutatio, Scuciano (latin) ;
- Scutian, Scotian, Scocian, Excuchano.

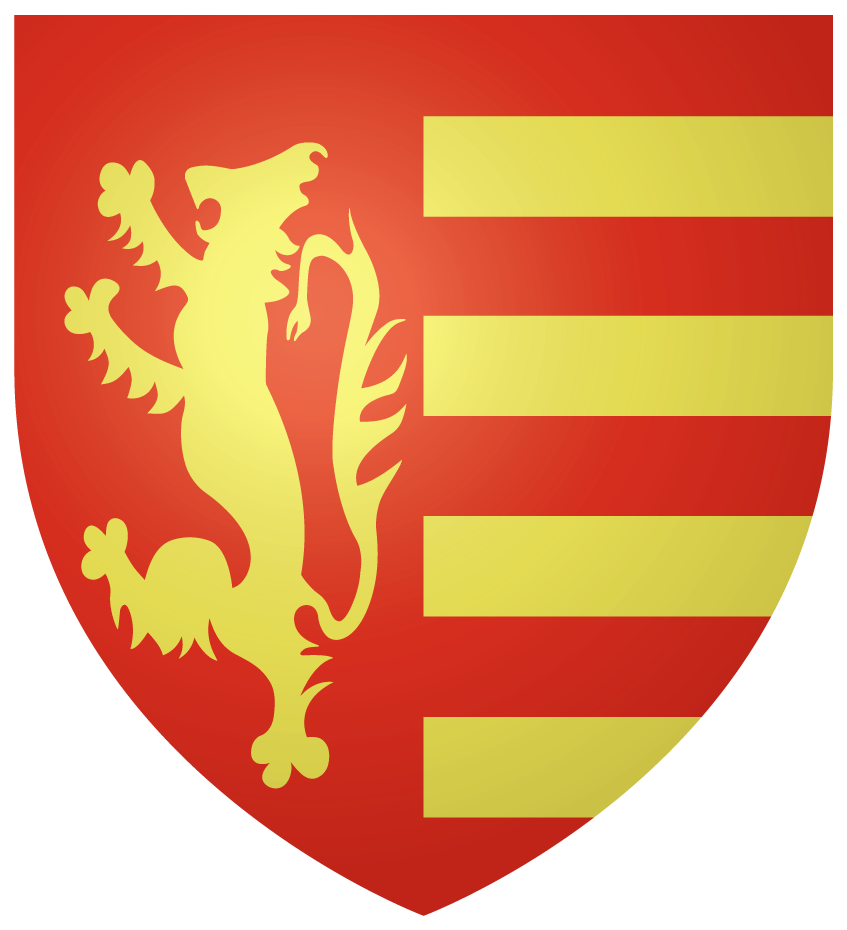
Blason de la famille « Seguin d'Escoussans », seigneurs d'Escoussans puis bâtisseurs et seigneurs du château de Langoiran.

Aux XIe, XIIe et XIIIe siècles, une famille de nobles, les Seguin, possède des terres et des biens à Escoussans, qui est un de leurs fiefs. Ils prennent, dès lors, le nom de « Seguin d'Escoussans », s'appropriant le nom du lieu sur lequel ils exercent leur seigneurie.
À cette époque, les Seguin d'Escoussans sont milites (équivalent de chevalier) et seigneurs vassaux à la cour des seigneurs de Benauges.

Au XIIIe siècle, ils bâtissent le château de Langoiran et en deviennent seigneurs (ce qui étend encore plus leur pouvoir dans la région).

Les Seguin d'Escoussans conservent leur titre et exercent leurs prérogatives banales jusqu'au rattachement de la seigneurie à la maison d'Albret, en 1345 (date du mariage d'Amanieu d’Albret et de Mabille Seguin d’Escoussans).
La présence à Escoussans des chevaliers de l'Ordre du Temple (ou de celle des chevaliers de Saint-Jean de Jérusalem) est une piste plausible à cette époque (XIIe et XIIIe siècles). En effet, un manoir datant du XVIe siècle et situé dans le bourg de la commune, porte le nom énigmatique de « Commanderie de Saint-Vincent » (le nom fait sans doute référence à un édifice antérieur au manoir, qui se trouvait sur le même emplacement). Sur la façade de ce manoir, on observe également deux importants symboles utilisés par les chevaliers croisés : deux croix pattées (doit-on voir ici un hommage des bâtisseurs, ou des gens qui ont restauré le manoir, aux anciens occupants du lieu ?).
À la Révolution, la paroisse Saint-Seurin d'Escoussans forme la commune d'Escoussans, une petite paroisse du pays de Benauge qui compte, selon les sources de 1790, environ 370 habitants. Elle est composée pour majorité de paysans, d'artisans et de quelques familles de la bourgeoisie rurale locale. On y produit du blé froment, du vin, du foin, du bois et quelques légumes, qui sont acheminés vers le port de Cadillac.
La Révolution marque une période où les paysans s'opposent au seigneur de Benauge lorsqu'ils contestent le versement, injuste à leurs yeux, des droits seigneuriaux. Escoussans se dote par la suite d'une garde nationale et d'une municipalité (dont le premier maire fut Benoît Menguin, laboureur).

## Politique et administration
| Période                                  | Période  | Identité               | Étiquette | Qualité                      |
| ---------------------------------------- | -------- | ---------------------- | --------- | ---------------------------- |
| Les données manquantes sont à compléter. |          |                        |           |                              |
| c. 1790                                  |          | Benoît Menguin         |           | Laboureur                    |
|                                          |          | ...                    |           |                              |
| 1945                                     | 1965     | Pierre Deloubis        | Droite    | Conseiller général           |
| 1965                                     | 1995     | Henri Deloubis         | Droite    | Conseiller général           |
| juin 1995                                | 2014     | Jean-Michel Menguin    | SE        |                              |
| 2014                                     | 2015     | Éric Denisse           |           | Fonctionnaire de catégorie b |
| 2015                                     | 2020     | Jean-Jacques Chatelier |           | Employé                      |
| 2020                                     | En cours | Catherine Bertin       |           | Contrôleur de Gestion RH     |

Le 1er janvier 2018, Escoussans quitte la communauté des communes rurales de l'Entre-Deux-Mers à destination de la communauté de communes de Podensac, des Coteaux de Garonne et de Lestiac-sur-Garonne, Paillet, Rions.

## Démographie
Les habitants sont appelés les Escoussanais.
L'évolution du nombre d'habitants est connue à travers les recensements de la population effectués dans la commune depuis 1793. Pour les communes de moins de 10 000 habitants, une enquête de recensement portant sur toute la population est réalisée tous les cinq ans, les populations de référence des années intermédiaires étant quant à elles estimées par interpolation ou extrapolation. Pour la commune, le premier recensement exhaustif entrant dans le cadre du nouveau dispositif a été réalisé en 2007.

En 2022, la commune comptait 276 habitants, en évolution de −11,25 % par rapport à 2016 (Gironde : +6,91 %, France hors Mayotte : +2,11 %).
| 1793 | 1800 | 1806 | 1821 | 1831 | 1836 | 1841 | 1846 | 1851 |
| ---- | ---- | ---- | ---- | ---- | ---- | ---- | ---- | ---- |
| 366  | 363  | 350  | 359  | 335  | 338  | 321  | 301  | 296  |

| 1856 | 1861 | 1866 | 1872 | 1876 | 1881 | 1886 | 1891 | 1896 |
| ---- | ---- | ---- | ---- | ---- | ---- | ---- | ---- | ---- |
| 286  | 275  | 300  | 315  | 286  | 308  | 297  | 282  | 307  |

| 1901 | 1906 | 1911 | 1921 | 1926 | 1931 | 1936 | 1946 | 1954 |
| ---- | ---- | ---- | ---- | ---- | ---- | ---- | ---- | ---- |
| 329  | 317  | 347  | 328  | 318  | 314  | 284  | 285  | 297  |

| 1962 | 1968 | 1975 | 1982 | 1990 | 1999 | 2006 | 2007 | 2012 |
| ---- | ---- | ---- | ---- | ---- | ---- | ---- | ---- | ---- |
| 288  | 247  | 243  | 260  | 262  | 244  | 267  | 270  | 320  |

| 2017 | 2022 | - | - | - | - | - | - | - |
| ---- | ---- | - | - | - | - | - | - | - |
| 299  | 276  | - | - | - | - | - | - | - |

## Lieux et monuments
- Église Saint-Seurin-Saint-Roch du XIIe siècle[33],[34] ; dernière restauration en 1999. Elle est inscrite à l'Inventaire général du patrimoine culturel[35].
- Pigeonnier du XVIIIe siècle, près de l'église.
- Croix de mission de Miaille du XIXe siècle.
- École-mairie dont la construction date de 1885.
- L'asile de nuit, construit en 1907 pour accueillir les personnes qui voyageaient entre Targon et Cadillac, situé le long du chemin menant au lieu-dit la Pereyre.
- Foyer familial (salle des fêtes), construit dès 1937.
- Moulin de Balaurin du XIVe siècle.
- Manoir la Commanderie de Saint-Vincent du XVIe siècle.

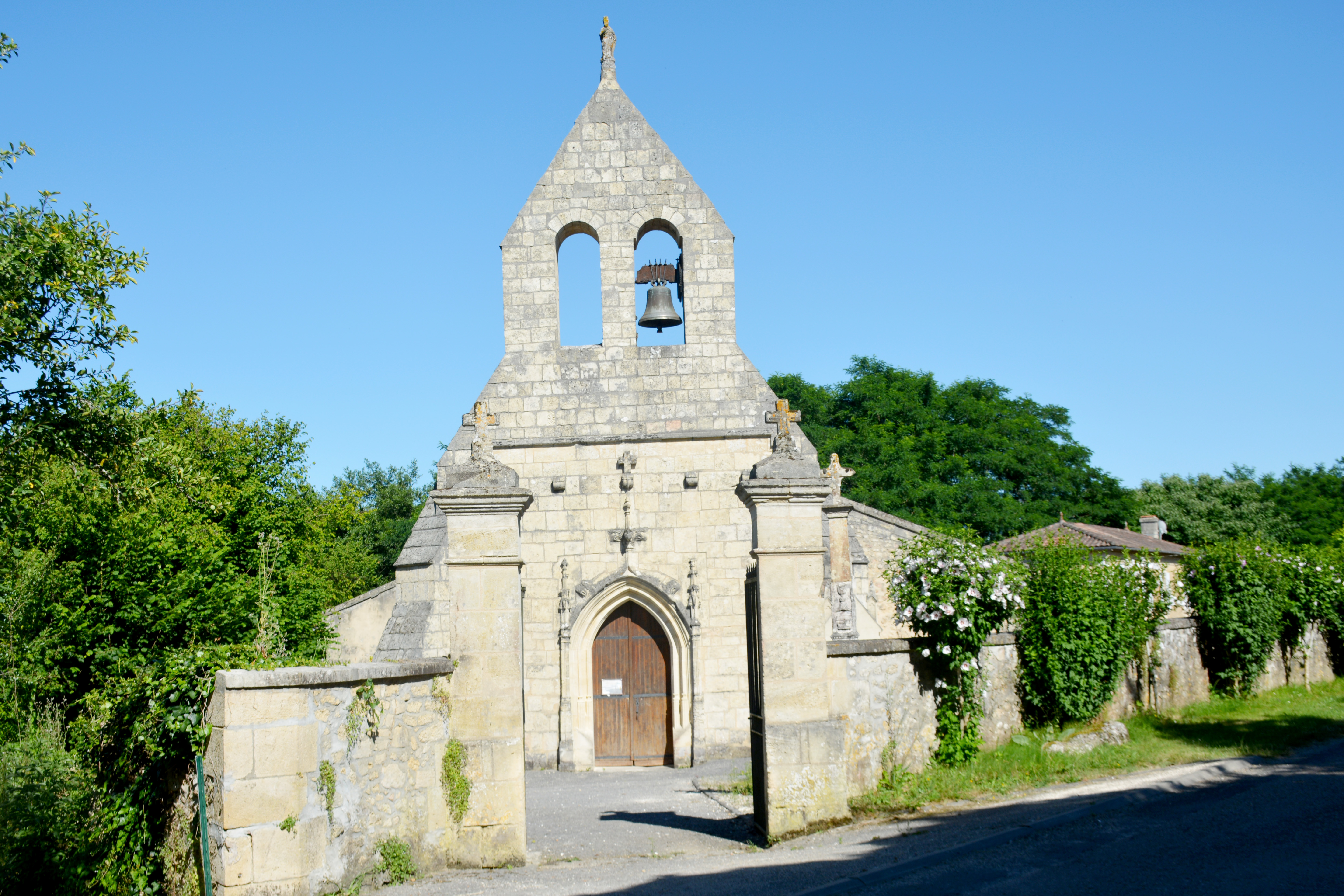
Façade ouest de l'église Saint-Seurin Saint-Roch (juillet 2016).
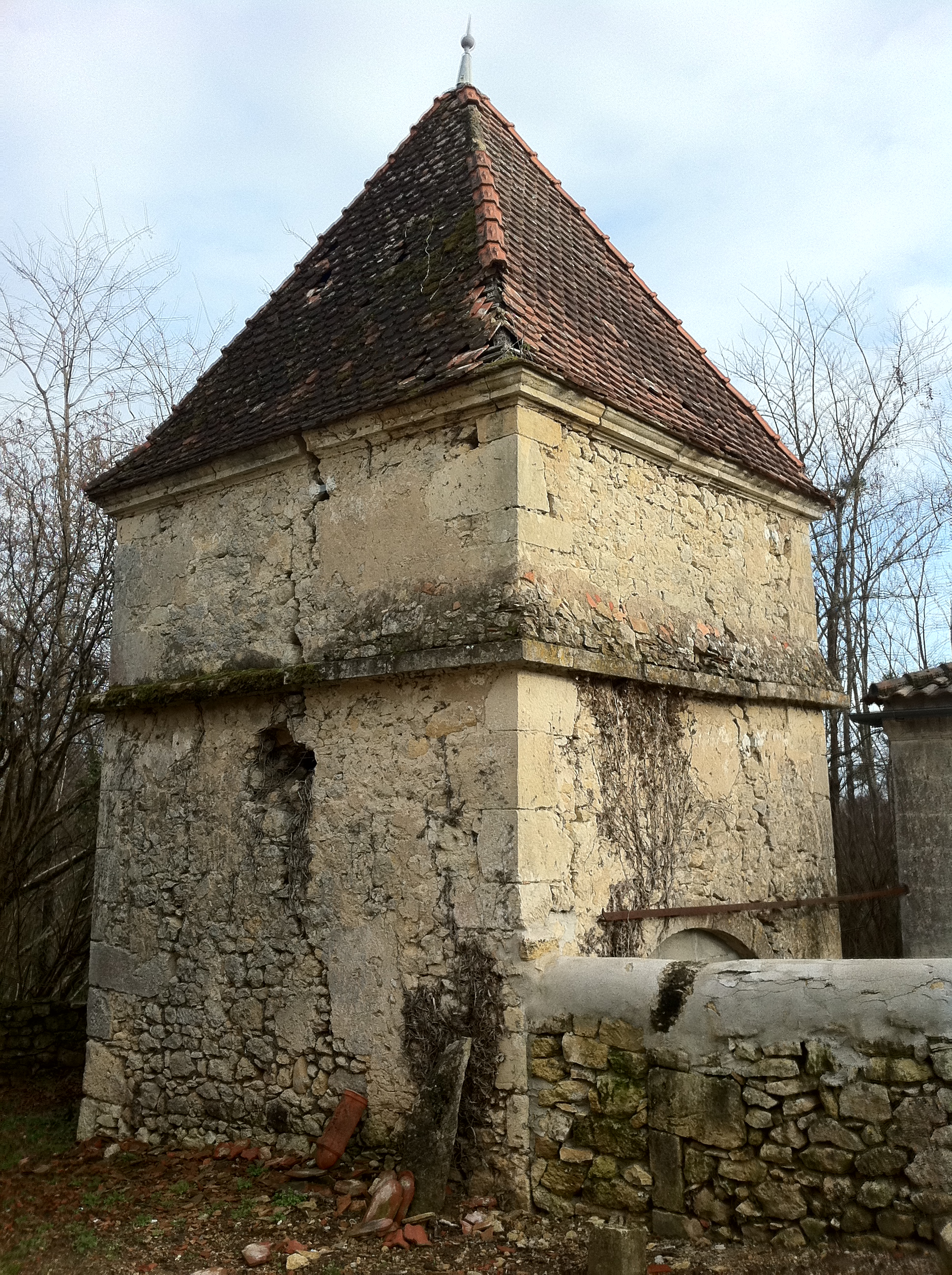
Pigeonnier près de l'église Saint-Seurin Saint-Roch (décembre 2010).
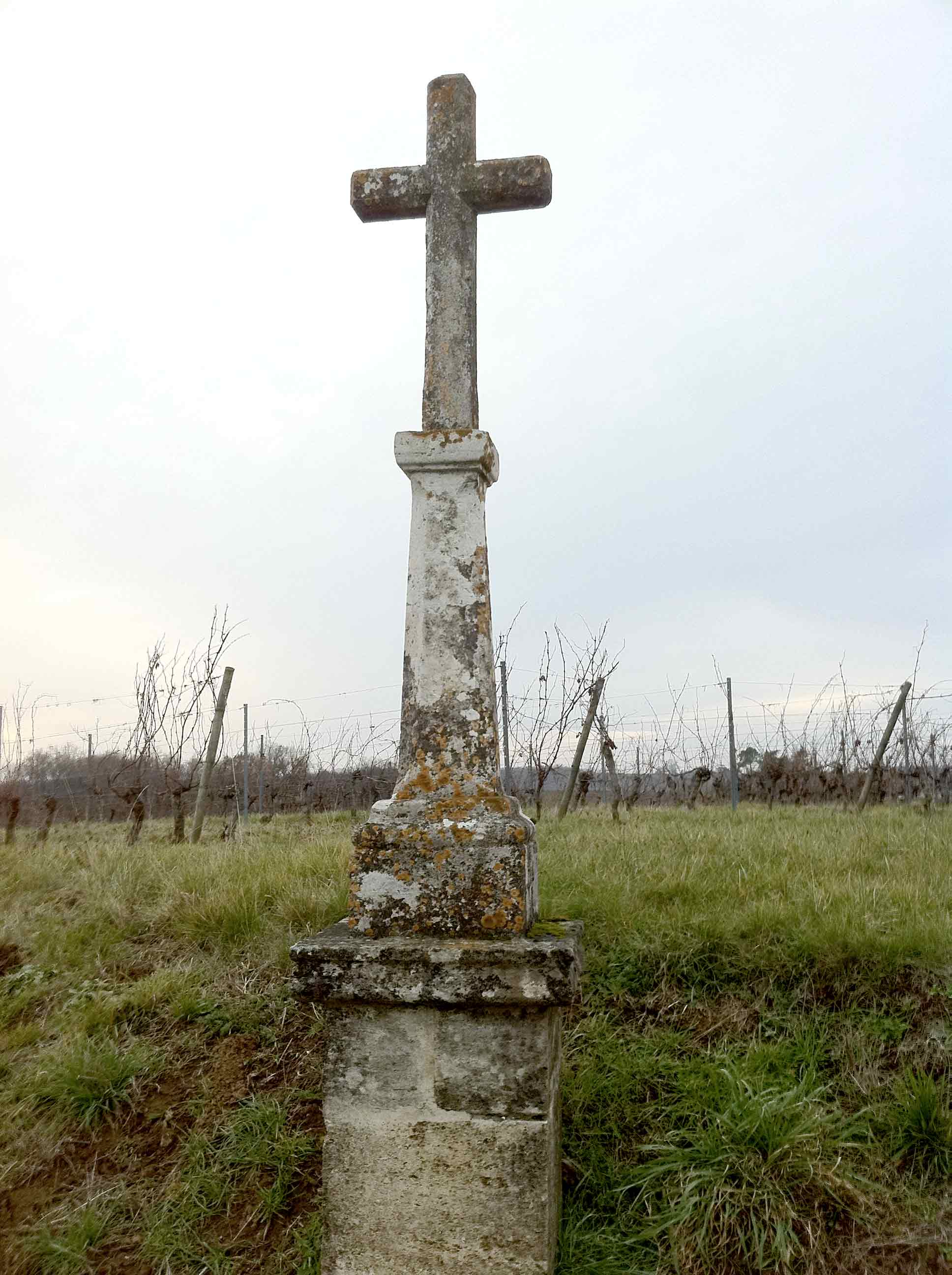
Croix de mission de Miaille (décembre 2010).